# Georg Ludwig Frobenius
Pour les articles homonymes, voir Frobenius.
Georg Ludwig Frobenius, nom latinisé de Froben, né le 5 août 1566 à Iphofen et mort le 21 juillet 1645 à Hambourg, est un historien, mathématicien, libraire et éditeur de Hambourg. 